# آکی و ماهی نمکی

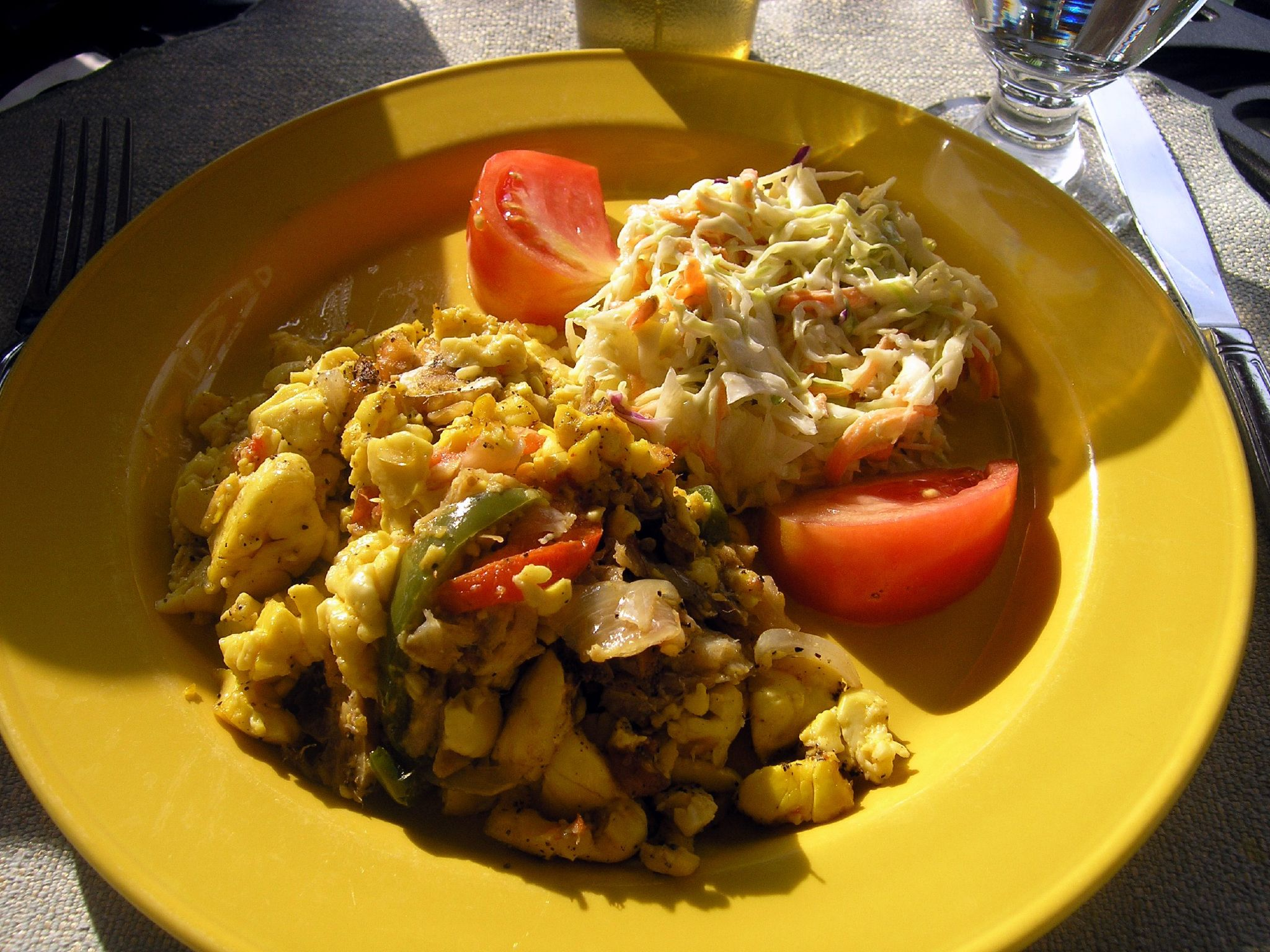
آکی و ماهی نمکی، سرو شده با سالادکلم

آکی و ماهی نمکی غذای سنتی جامائیکایی است. این خوراک همچنین غذای ملی جامائیکا می‌باشد.

## طرز تهیه
برای آماده کردن این غذا، ماهی کاد نمکی همراه با آکی آب‌پز، پیاز، فلفل کلاه اسکاتلندی، گوجه‌فرنگی و ادویه، همچون فلفل سیاه و فلفل پیمینتو سرخ می‌شود. این خوراک می‌تواند با بیکن و گوجه‌فرنگی تازه تزئین شود، و معمولاً برای صبحانه یا شام در کنار میوهٔ نان، نان خمیر سفت، دامپلینگ، پلنتین سرخ‌شده، یا موز سبز آب‌پز سرو می‌شود.